# 疏毛银叶铁线莲
疏毛银叶铁线莲（学名：Clematis delavayi var. calvescens）为毛茛科铁线莲属下的一个变种。

## 扩展阅读
- 維基物種上的相關：疏毛银叶铁线莲